# Lennox Island 1
Ne doit pas être confondu avec Lennox Island.
Lennox Island est une réserve indienne dans le comté de Prince sur l'Île-du-Prince-Édouard, au Canada, à l'est d'Ellerslie.